# Едуард Кукан
Едуард Кукан (словац. Eduard Kukan; (26 грудня 1939, Трновець, Угорщина, нині Трновець-на-Ваху, Словаччина — 10 лютого 2022) — словацький політик. Він займав посаду міністра закордонних справ Словаччини з 1998 по 2006 рік. Він був кандидатом на президентських виборах, що відбулися 3 квітня 2004 року, на яких він зайняв третє місце. Обраний членом Європарламенту в 2009 році.

## Біографія
Кукан закінчив Московський державний інститут міжнародних відносин в 1964 році, де він також чудово оволодів мовою суахілі. Після закінчення він здобув докторський ступінь у галузі права на юридичному факультеті Карлового університету в Празі.
Член партії Словацька демократична і християнська унія — Демократична партія.
Едуард Кукан одружений, має двох дорослих дітей. На додаток до його рідної мові і суахілі, він говорить англійською, російською та іспанською мовами. У 1993 році він був удостоєний звання почесного вищого юридичного ступеня Коледжу Упсала (Upsala College) в Нью-Джерсі, США.
Кукан є членом Ради консультантів Global Panel Foundation.